# 탄생

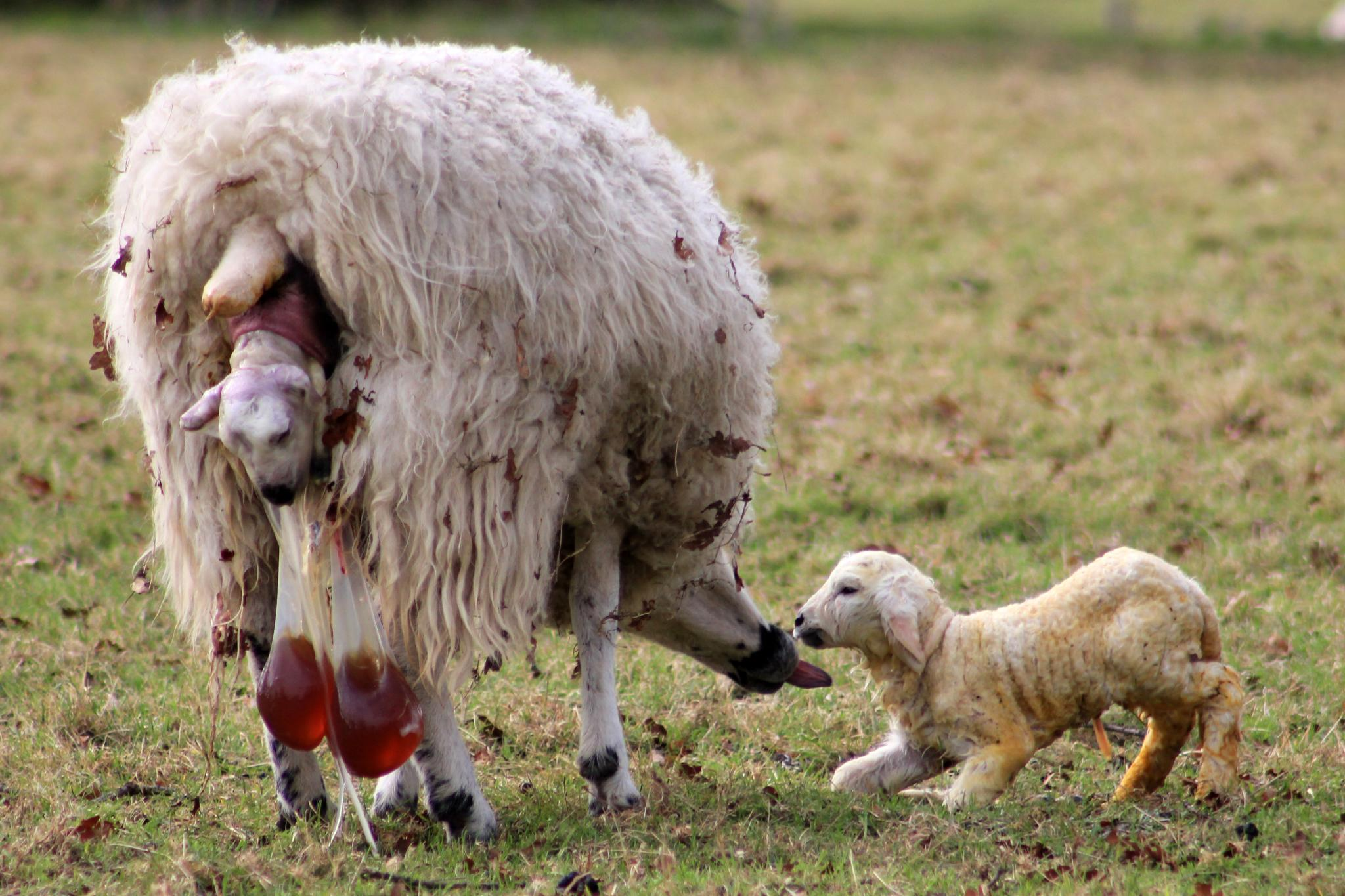
어미 양이 둘째 양을 낳으면서 첫째 양을 핥고 있다.

탄생(誕生) 또는 출생(出生)은 동물의 자녀가 어머니의 몸 밖으로 생리적으로 나오는 것을 말한다. 다른 말로 난자생식, 난태생이라고도 한다.

## 법적인 의미
- 출생증명서는 사람이 태어난 바를 꼼꼼하게 적어놓은 법적 효력이 있는 문서를 가리킨다.
- 생일은 사람의 태어난 날을 축하하는 날이다. 점성술적인 계산에 기초를 두거나 탄생 기념일에 기반한 연례 행사이다.
- 아버지, 어머니, 형제, 자매를 이루는 핵가족은 출생에 관련한 사람들의 모임이다.
- 일부 국가에서는 혼인을 하지 않은 부모로부터 난 것이라면 출생의 법적 효력이 없다고 여긴다.

## 같이 보기
- 생명
- 죽음
- 출산